# Nightmare (Soulcalibur)
Nightmare es un personaje ficticio de la saga de videojuegos Soulcalibur con su primera aparición en Soul Edge (Primera Entrega) y reapareció en Soulcalibur, Soulcalibur II, Soulcalibur III, Soulcalibur Legends, Soulcalibur IV, Soulcalibur: Broken Destiny, Soulcalibur V y Soulcalibur VI.

## Referencia Rápida
Nightmare es el producto de que Siegfried haya tomado posesión de Soul Edge y ésta devorase su alma. Nightmare está sediento de almas y cree a los humanos inferiores y ninguno merece vivir, incluso, intentó matar a su sirviente Tira en Soulcalibur III.
Nadie sabe cuando apareció por primera vez el Caballero Azul. Se dice que aquellos que han visto sus ojos incandescentes no pueden escapar de su inminente muerte. La forma de su espada parece sonreír cada vez que está bañada por la sangre de los vivos. Al igual que los monstruos que le siguieron. Mercenarios y ejércitos equipados con las armas de fuego más novedosas, no pueden compararse al tremendo poder de las hordas destructivas al abrirse camino en ciudades y pueblos.

## Historia
La historia del mercenario alemán Siegfried Schtauffen está ligada a la del personaje de Nightmare hasta los últimos entregas del juego.
Cuando el joven mercenario alemán Siegfried Schtauffen emprendió un viaje en busca de la espada maldita Soul Edge, donde al llegar a un puerto en España, encontró con el cadáver de un pirata(Cervantes de Leon) y la espada Soul Edge a su lado. El cuerpo inerte regresó a la vida, se envolvió en llamas convirtiéndose en Inferno, Siegfried lo derrotó y Soul Edge le habló a Siegfried diciéndole que él debería restaurar el poder de la espada mediante la cosecha de almas y la espada resucitaría al padre de Siegfried. Sin dudarlo Siegfried tomó a Soul Edge, sin embargo sólo pudo convertirse en su esclavo. Durante su posesión por Soul Edge, Siegfried poco a poco fue conocido como Nightmare o el Caballero de la Armadura Celeste, en este tiempo, Siegfried causó monstruosidades, incluso ejércitos bien armados y naciones pelearon contra Nightmare pero todos cayeron ante su feroz poder.  
Nightmare regresó al castillo de Ostrheinsburg, donde alguna vez Siegfried le había servido a su antiguo dueño, en el castillo, Nightmare peleó contra Raphael Sorel, Nightmare lo venció justo en el momento que Siegfried retomó conciencia. El hombre vencido se alzó con sus últimas fuerzas y atacó al núcleo de Soul Edge, haciendo que Nightmare gritara de dolor y Siegfried retomara el poder de su cuerpo. A su vez, el cielo se aclareció y Soul Calibur apareció. Siegfried tomó la espada espiritual y la clavó en el ojo de Soul Edge sellando el poder de las dos espadas.
Sin que nadie se percatara del cometido, el alma de Soul Edge huyó a la armadura de Nightmare cuando Siegfried se despojó de ella antes de clavar a Soul Calibur en el ojo de la espada, así que la esencia de Soul Edge pereció en la inmóvil armadura de Nightmare, ésta permaneció ahí hasta que el mago Zasalamel quien portaba con una gran guadaña (Hoz) entró al castillo, y sin hablar, entabló una conexión mental con Soul Edge. Al final, el mago Zasalamel decidió ayudar a Soul Edge, y con un rito místico de magia, juntó la energía y los espítirus del lugar a la energía de Soul Edge creando así, de nuevo a Nightmare. Nightmare volvió a vagar por Europa para conseguir almas, y una vez más la leyenda del Caballero Azul, sembró el terror en Europa.

## Armas
Nightmare usa la espada maldita o Soul Edge quien tomara forma de la espada del anterior portador, en este caso, la espada mandoble Zweihander de Siegfried. En Soulcalibur II la espada final de Nightmare es Soul Calibur, esto podría ser una indicación de que Siegfried está retomando su conciencia.

## Nightmare en el Juego
Estilo similar al de Siegfried, la esgrima clásica aunque algo más fuerte y brutal.